# Longo Caminho
Longo Caminho es el décimo álbum de estudio de la banda de rock brasileña Os Paralamas do Sucesso. Fue grabado después del accidente de ultraligero que  paralizó al líder de la banda Herbert Vianna. Este álbum tiene material compuesto antes del accidente.

## Historia
Longo Caminho es el disco más centrado del trío (Herbert Vianna, Bi Ribeiro y João Barone), con poca participación en la banda de acompañamiento (instrumentos de viento, percusión y teclados). Las bases musicales se grabaron en los estudios de AR en Río de Janeiro. Las voces fueron grabadas en los estudios de Tweety en la casa de Herbert Vianna.
Los grandes éxitos fueron "Calibre" (canción de violencia urbana y de crítica social), y las baladas  "Cuide bem do seu amor" y "Seguindo estrelas". El álbum vendió más de 350.000 copias.

## Lista de canciones
Todas las canciones escritas y compuestas por Herbert Vianna excepto las que indiquen. 
| N.º   | Título                  | Escritor(es)   | Duración |  |
| 1.    | «O Calibre»             | Herbert Vianna | 03:25    |  |
| 2.    | «Seguindo Estrelas»     | Herbert Vianna | 04:13    |  |
| 3.    | «Longo Caminho»         | Herbert Vianna | 03:22    |  |
| 4.    | «Soldado da Paz»        | Herbert Vianna | 02:53    |  |
| 5.    | «Cuide Bem do Seu Amor» | Herbert Vianna | 03:42    |  |
| 6.    | «Amor em Vão»           | Herbert Vianna | 03:13    |  |
| 7.    | «Flores no Deserto»     | Herbert Vianna | 03:57    |  |
| 8.    | «Running on the Spot»   | Paul Weller    | 03:11    |  |
| 9.    | «Flores e Espinhos»     | Herbert Vianna | 03:08    |  |
| 10.   | «La Estación»           | Herbert Vianna | 02:26    |  |
| 11.   | «Hinchley Pond»         | Herbert Vianna | 02:39    |  |
| 35:50 |                         |                |          |  |

## Personal
- Herbert Vianna: Guitarra y voz
- Bi Ribeiro: Bajo
- João Barone: Batería